# Eriopyga macrolepia
Eriopyga macrolepia là một loài bướm đêm trong họ Noctuidae.